# Anisogaster brunneus
Anisogaster brunneus är en skalbaggsart som beskrevs av Leon Fairmaire 1904. Anisogaster brunneus ingår i släktet Anisogaster och familjen långhorningar.
Artens utbredningsområde är Madagaskar. Inga underarter finns listade i Catalogue of Life.